# Ersparnismethode
Die Ersparnismethode ist eine vom deutschen Psychologen Hermann Ebbinghaus entwickelte Vorgehensweise, um die Gedächtnisleistung zu messen. Mit dieser Methode wird die Anzahl der nötigen Lerndurchgänge gemessen, um etwas bereits Gelerntes nach einer bestimmten Zeit wieder zu lernen. Dabei gilt der Stoff als gelernt, wenn er fehlerfrei reproduziert werden kann. Die Anzahl der eingesparten Wiederholungen beim folgenden Versuch wird auch als  „Gedächtnismaß“ bezeichnet.

## Entwicklung
Um die Vorgänge des Erinnerns besser zu verstehen, lernte Ebbinghaus unterschiedlich lange Listen sinnfreier bzw. -armer Silben. Eine solche Silbe ist eine zufällig generierte Folge von zwei Konsonanten und einem Vokal dazwischen. Beispiele für solche Silben sind 'pöt', 'tuv' oder 'zim'. Eine sinnarme Silbe soll dabei völlig neu sein und keine Assoziation zu einem bekannten Begriff hervorrufen. Dies ist wichtig für das Experiment, da  das Einprägen in Reinform gemessen werden soll. Das Verstehen des Textsinns, das Erinnern einer erlebten Situation oder andere Assoziationen beeinflussen das Behalten und würden die Messung verfälschen.
Er führte viele Versuchsreihen im Selbstversuch durch und veränderte dabei die Länge der Listen und den zeitlichen Abstand bis zur erneuten Abfrage.

## Durchführung
Für die Ersparnismethode lernte Ebbinghaus bei jedem Versuch eine bestimmte Anzahl von Listen mit einer vorgegebenen Anzahl sinnarmer Silben auswendig, bis er sie fehlerfrei reproduzieren konnte. Dabei zählte er die dafür notwendigen Wiederholungen. Nach festgelegten Zeitabständen fragte er sich selbst das Gelernte wieder ab und zählte wiederum, wie oft er den Stoff erneut lernen musste, um ihn wiedergeben zu können. Die zeitlichen Abstände betrugen z. B. 5 Minuten, 30 Minuten, eine Stunde, 24 Stunden, zwei Tage. Ebbinghaus berechnete jeweils die Differenz der notwendigen Wiederholungen der einzelnen Übungseinheiten (z. B. Anzahl nach 5 Minuten abzüglich Anzahl nach 30 Minuten), um die Ersparnis an Wiederholungen zu ermitteln.
Mit Hilfe der Ersparnismethode ermittelte er die Lern- bzw. die Vergessenskurve. Dabei zeigt die mittels dieser Methode errechnete Lernkurve die Abnahme der notwendigen Wiederholungen (beim täglichen Üben über mehrere Tage). Er trug die Anzahl der Wiederholungen bzw. die Ersparnis über die Zeit auf. Die Vergessenskurve zeigt deren Zunahme bei dem Größerwerden der Zeitabstände zwischen den Wiederholungen. Grundsätzlich stellte er fest, dass mit der Zeit sowohl die Geschwindigkeit des Lernens als auch die des Vergessens sinkt.

### Beispiel
Ebbinghaus lernt eine Liste von 14 Silben und benötigt für dieses erste Lernen 20 Wiederholungen. Nach einer Pause von 24 Stunden lernt er die Liste erneut, bis er sie wieder perfekt beherrscht. Normalerweise benötigt er beim zweiten Mal weniger Wiederholungen, beispielsweise 15. Diese Ersparnis errechnet sich nun aus der Differenz der Wiederholungen beider Durchgänge (20-15=5), geteilt durch die anfänglichen Wiederholungen (5/20=1/4 oder 25 %). Das heißt, dass Ebbinghaus beim zweiten Lerndurchgang 25 % weniger Wiederholungen benötigte, also sozusagen gespart hat.
In diesem Beispiel stellte Ebbinghaus nach dem Lernen von 14 sinnfreien Silben, nach 24 Stunden eine Ersparnis von 25 % fest.